# Trollkyrkesjön
Trollkyrkesjön är en sjö i Laxå kommun i Västergötland och ingår i Motala ströms huvudavrinningsområde. Sjön har en area på 0,0563 kvadratkilometer och ligger 182,4 meter över havet. Trollkyrkesjön ligger i Tivedens nationalpark (västra) Natura 2000-område.

## Delavrinningsområde
Trollkyrkesjön ingår i det delavrinningsområde (650846-143024) som SMHI kallar för Mynnar i Vättern. Medelhöjden är 154 meter över havet och ytan är 18,82 kvadratkilometer. Det finns inga avrinningsområden uppströms utan avrinningsområdet är högsta punkten. Moabäcken som avvattnar avrinningsområdet har biflödesordning 2, vilket innebär att vattnet flödar genom totalt 2 vattendrag innan det når havet efter 137 kilometer. Avrinningsområdet består mestadels av skog (89 %). Avrinningsområdet har 2,64 kvadratkilometer vattenytor vilket ger det en sjöprocent på 2,2 %. Bebyggelsen i området täcker en yta av 1,76 kvadratkilometer eller 1 % av avrinningsområdet.